# PGC 2240804
LEDA/PGC 2240804 ist eine Spiralgalaxie im Sternbild Großer Bär am Nordsternhimmel. Sie ist schätzungsweise 2 Milliarden Lichtjahre von der Milchstraße entfernt und hat einen Durchmesser von etwa 180.000 Lichtjahren.
Im selben Himmelsareal befinden sich u. a. die Galaxien NGC 3938, PGC 2238816, PGC 2239382, PGC 2240122.